# Drzeworyt płazowski

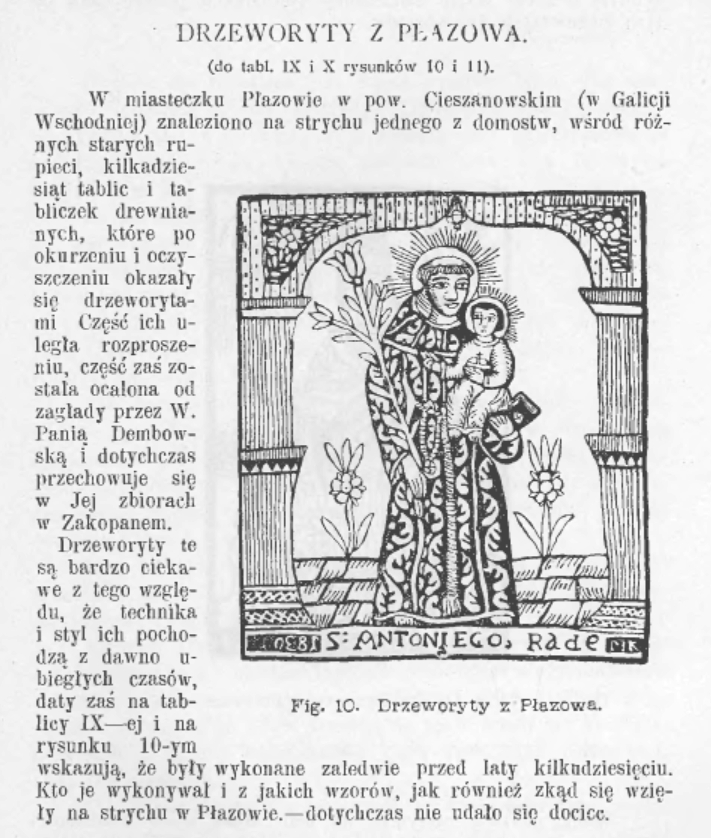
Miesięcznik „Wisła”, poświęcony krajoznawstwu i ludoznawstwu z lipca 1900 roku, wycinek z artykułem na temat drzeworytu płazowskiego

Drzeworyt płazowski –  określenie używane dla kolekcji „Drzeworytu z Płazowa”, czyli zbioru ludowych klocków drzeworytniczych pochodzących z miejscowości Płazów w powiecie lubaczowskim. Kolekcja składa się z 13 matryc, z których 9 zostało rytowanych obustronnie, a 4 jednostronnie – łącznie daje to 22 drzeworyty. Oryginalne matryce znajdują się obecnie w Muzeum Etnograficznym w Krakowie. Jest to największa i najcenniejsza w Polsce kolekcja ludowych klocków drzeworytniczych pochodząca z jednego źródła.

## Historia
W Płazowie w okolicy 1830 roku, na co wskazują daty na drzeworytach, działał Mateusz Kostrzycki, który produkował w swoim warsztacie święte obrazki z matryc drzeworytniczych. Sprzedawała je na okolicznych tragach, czy odpustach jego żona Ludwika. Po śmierci ojca w 1838 roku, tradycję drzeworytniczą kontynuował jego syn Maciej. Pod koniec XIX wieku tradycyjnie odbijane święte obrazki zaczęły być wypierane przez coraz popularniejsze oleodruki, które doskonale imitowały obrazy olejne. W 1891 roku dzięki staraniom płazowskiego proboszcza Józefa Krzeptowskiego, kilka matryc z drzeworytami zostało przekazanych etnografce z Zakopanego Marii Dembowskiej. Kolejne miał pozyskać osobiście Stanisław Witkiewicz w 1899 roku, o czym wspomina podczas swojej podróży po powiecie cieszanowskim (obecnie powiat lubaczowski) Karol Notz, pisząc, że „Były drzeworyty, które Witkiewicz zabrał do Krakowa wyrób krajowy”. Stanisław Witkiewicz wykazuje duże zainteresowane polskim drzeworytem ludowym w tym czasie. Rozsyła odbitki do naukowców i prasy, by nagłośnić temat tego niezwykłego znaleziska. 

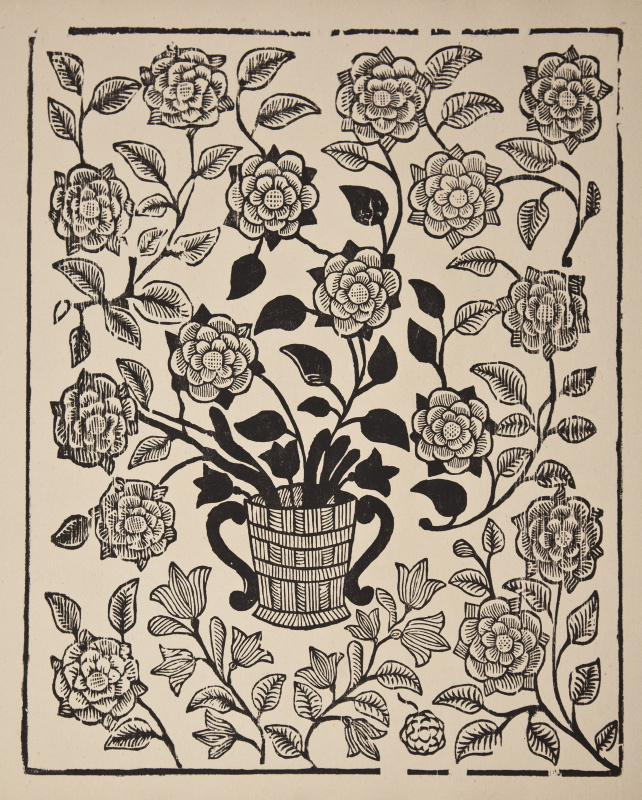
Drzeworyt płazowski, zbiory Muzeum Narodowego w Warszawie

Pierwsza wzmianka w prasie na temat drzeworytu z Płazowa ukazała się w miesięczniku „Wisła”, poświęconemu krajoznawstwu i ludoznawstwu z lipca 1900 roku. Z biegiem lat opisują go kolejni naukowcy i badacze. Marian Sokołowski w publikacji "Sprawozdania Komisyi do Badania Historyi Sztuki w Polsce" w 1903 roku, pisze o potrzebie rozpoczęcia badań nad ludową grafiką i spojrzenia na ludowy drzeworyt pod kątem historii sztuki. W 1921 roku drukarnia Zygmunta Łazarskiego w Warszawie wydaje „Tekę Drzeworytów Ludowych Dawnych” z oryginalnymi odbitkami z matryc płazowskich i znalezionymi na litewskiej Żmudzi. Dzięki tej publikacji zarówno badacze jak i artyści mają łatwy dostęp do odbitek polskiego drzeworytu ludowego i rozpoczyna się większe zainteresowanie ludową grafiką. 
Po śmierci Marii Dembowskiej w 1922 roku, jej podhalańskie zbiory zostały przekazane do Muzeum Tatrzańskiego. 11 klocków z drzeworytami płazowskimi w spadku dostał spokrewniony z Dembowską Józef Mehoffer, a jeden w ręce Wandy Lilpopowej. Wcześniej, w 1921 roku Maria Dembowska przekazała 1 klocek do Muzeum Etnograficznego w Krakowie (obustronnie rytowany z Ostatnią Wieczerzą i św. Jerzym).  Wtedy też córka Henryka Sienkiewicza Jadwiga Korniłowiczowa, a także ówczesny dyrektor Muzeum Tatrzańskiego, Juliusz Zborowski, zabiegali, by Józef Mehoffer i Wanda Lilpop, przekazali drzeworyty do Muzeum Etnograficznego w Krakowie. Udało się to w 1926 roku, dziś można je oglądać tam na wystawie stałej. 

## Reaktywacja drzeworytnictwa

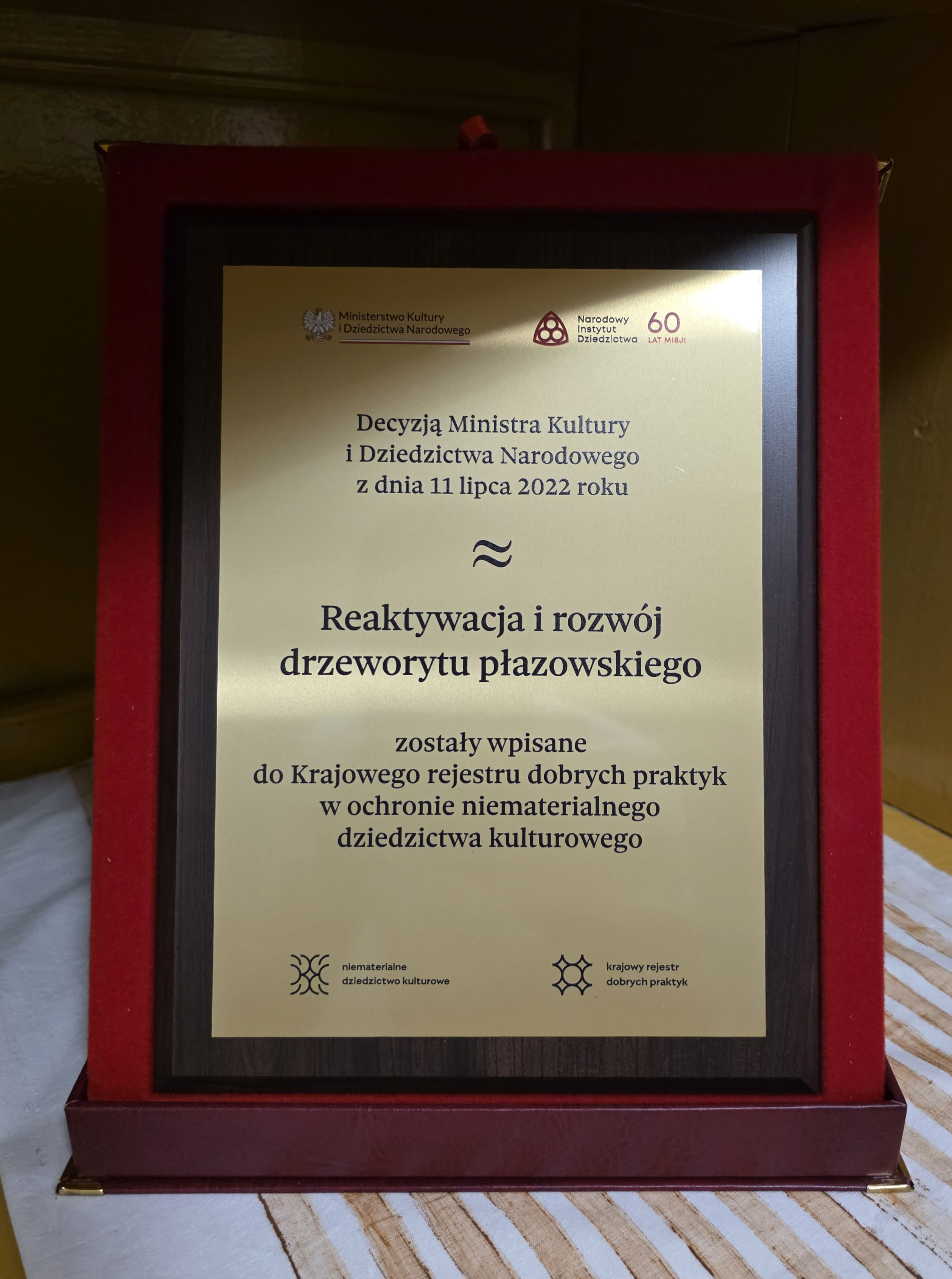
Pamiątkowy dyplom wpisu do Krajowego rejestru dla działań z drzeworytem płazowskim.

Po oddaniu matryc drzeworytniczych przez Kostrzyckich do kolekcji Marii Dembowskiej w Zakopanem tradycja drzeworytnicza w Płazowie wygasła. W okolicy funkcjonowały do II wojny światowej warsztaty zajmujące się drukowaniem płótna przy pomocy drzeworytniczych matryc, jednakże tradycyjne formy zadruku tkanin zostały wyparte przez te przemysłowo wytwarzane. Drzeworytnictwo na terenie powiatu lubaczowskiego zaczęło odradzać się w 2020 roku dzięki działalności członków Stowarzyszenia Tegit Et Protegit. Grzegorz Ciećka – wywodzący się z rodziny o wielopokoleniowych tradycjach pracy w drewnie i zajmujący się badaniem historii lokalnej twórczości ludowej – sformułował ideę reaktywacji drzeworytu z Płazowa. W działania zaangażowani byli członkowie stowarzyszenia: Alicja Mróz i Anna Serkis-Wojtowicz, a do współpracy zaproszono również lokalnego twórcę ludowego, Józefa Lewkowicza. W ramach realizowanych projektów organizowano cykle warsztatów drzeworytniczych oraz działania promujące niematerialne dziedzictwo kulturowe, jakim jest drzeworyt płazowski. Od stycznia 2022 roku naukę drzeworytnictwa zaczęli też potomkowie drzeworytników Kostrzyckich, rozpoczynając proces reaktywacji tej sztuki na terenie powiatu lubaczowskiego.
11 lipca 2022 roku w Ministerstwie Kultury i Dziedzictwa Narodowego dokonano wpisu do Krajowego rejestru dobrych praktyk w ochronie niematerialnego dziedzictwa kulturowego działania reaktywacyjne i rozwojowe oparte na tradycji drzeworytu płazowskiego. 2 sierpnia 2022 roku podczas konferencji „30 lat Pracowni Terenowej w Lublinie”, która miała miejsce w siedzibie Wojewódzkiej Biblioteki Publicznej im. Hieronima Łopacińskiego oficjalnie ogłoszony został wpis związany z drzeworytem do rejestru. Grzegorz Ciećka, Józef Lewkowicz i Anna Serkis-Wojtowicz zostali depozytariuszami procesu reaktywacji drzeworytu płazowskiego. Zgłaszającym tę praktykę było Stowarzyszenie Tegit Et protegit.